# 26924 Джонгарві
26924 Джонгарві (26924 Johnharvey) — астероїд головного поясу, відкритий 30 грудня 1996 року.
Тіссеранів параметр щодо Юпітера — 3,191.